# NGC 7530
NGC 7530 (również PGC 70759) – galaktyka spiralna (S0-a), znajdująca się w gwiazdozbiorze Ryb. Odkrył ją Albert Marth 1 października 1864 roku.
W galaktyce tej zaobserwowano supernową SN 2008gm.